# 阿吕河战役
阿吕河战役（法語：Bataille de l'Hallue），是1870年12月23日至24日普法战争期间，由埃德温·冯·曼陀菲尔今指挥的普鲁士北部集团军与法国路易·费代尔布领导的法国北部军团的一场战役。由于在12月20日的凯里约首先展开战斗，临近蓬努瓦耶勒，因此又称为蓬努瓦耶勒战役（德語：Bataille de Pont-Noyelles）

## 战役背景
普法战争开始以后，法军在色当会战遭受重大失败，首都巴黎于1980年9月17日被普军包围。法国内政兼战争部长莱昂·甘必大成功从普军的封锁中逃脫，并组织了新的法兰西军团；北部军团、卢瓦尔军团和东部军团。法国企图发起一次联同攻势，切断普军的后方补给，以解除巴黎的包围，进而解放被普军占领的国土。
法军组成的北部军团是由民兵、囚犯和一些正规部队组成，并聚集在里尔。法军将领路易·费代尔布指挥北部军团的部队，推进到达阿吕河的北部，并计划向巴黎前进。法军总共有大约43,000人，拥有80支大炮。

### 凯里约前哨战

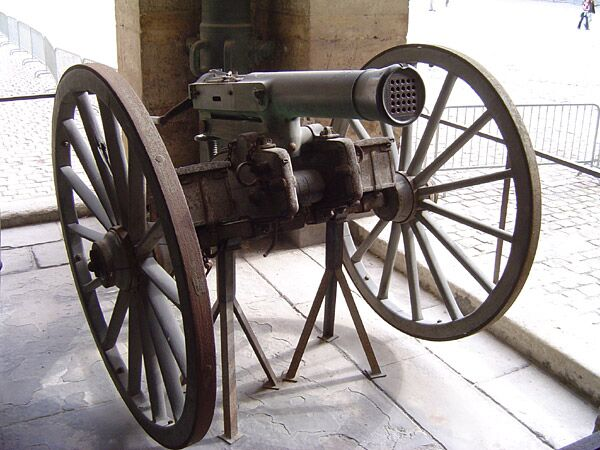
法国人使用的子弹加农炮（机枪），可发射25枚子弹

1890年12月20日，法军北部军团首次与普鲁士在索姆省北部的军团发生冲突。普军第6骑兵旅指挥官冯·米鲁斯（Von Mirus）在亚眠向凯里约方向派出了一支中队；由一个营和一个炮兵部队组成的强大侦察队。普军的侦察队到达了距离凯里约两公里处的树林边缘时，与一个法军的侦察队相遇，并在其炮兵的支持下，对法军进行了长时间的战斗。法军对此做作强烈反应，派出两个营的兵力反击，迫使普军撤退，普军损失了三名军官和六十九名被杀或被俘虏的人，法国则损失七人，二十人受伤。
法军击败了普军的侦察队后，没有继续发起进攻，驻扎在凯里约的南部附近的村庄和沼泽地区。在索姆河的右岸，法军建立了坚固的守御阵地，等待普军的袭击。普军从博库尔进入索姆省的杜尔地区，普军第1师和5个炮兵团从科尔比出发到阿尔贝西南的村庄附近集结。
普鲁士军团由大约20,000至22,000名士兵组成，分别是埃德温·冯·曼陀菲尔领导的第一军团与奥古斯特·卡尔·冯·格本领导的第八军团（第15师与16师），第3骑兵师和其他各个部队。

## 战役开始

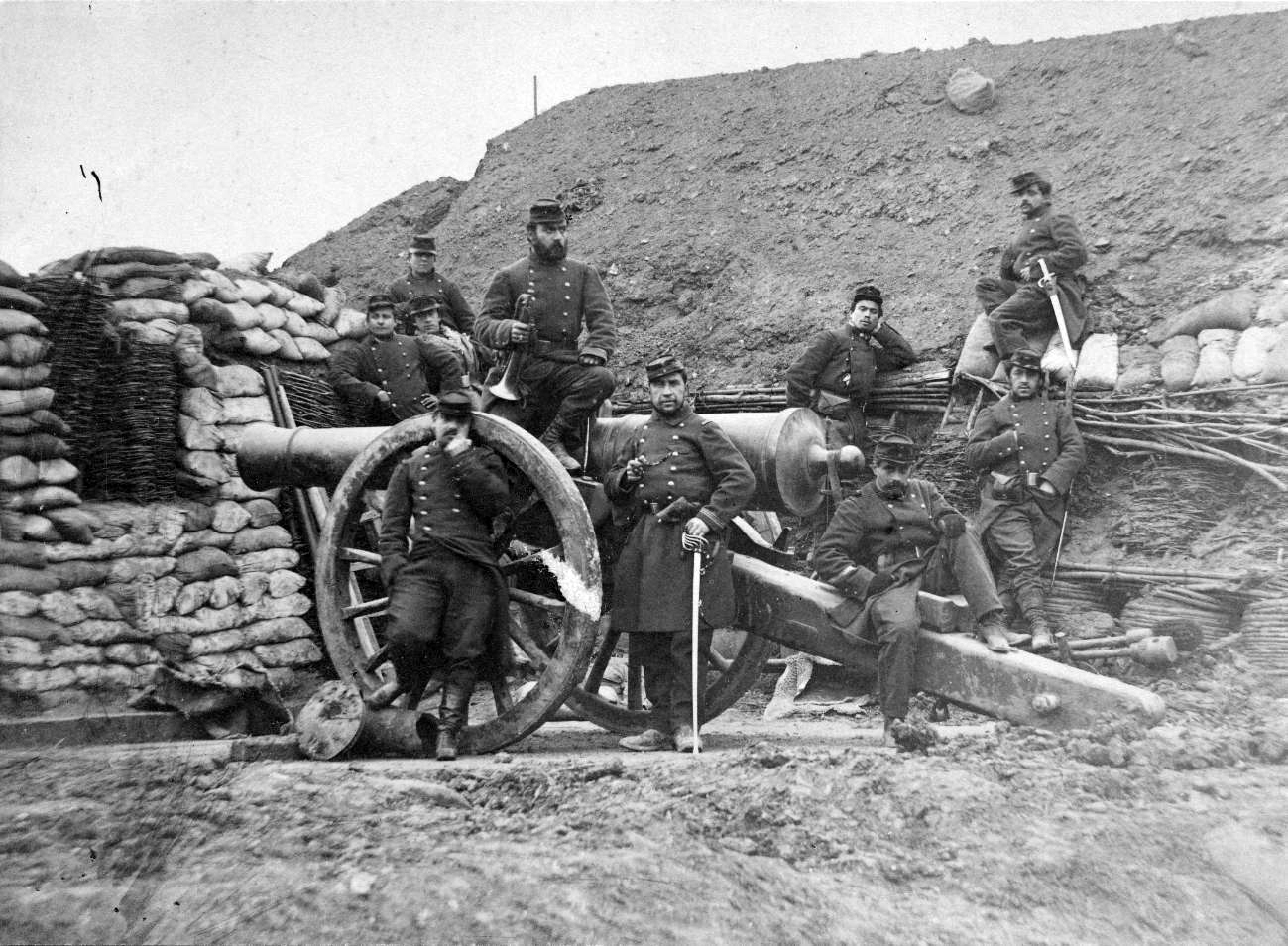
普鲁士军队使用的后膛式克虏伯大炮

12月23日， 在晴天寒冷天气下，冯·曼陀菲尔将他的部队集中在亚眠附近，下命向东北的阿吕河地区推进。由冯·库默中将率领的第15师向阿隆维尔的方向前进，计划攻占阿吕河的上游地区。第16师在冯·巴尔尼科将军的带领下通过维莱博卡日前进，在靠近滨海努瓦耶勒进攻法军。第15师开启了圣格拉蒂安到索姆河北岸的进攻，法军在北岸的阵地被推回到阿吕河，但随后成功抵抗了普军的进攻，但也遭受了巨大损失。第15师则成功征服了河谷中的几个小村庄，但已不再能够征服法军的阵地。
在左翼以北，第16师也占领了阿吕河的前沿路段，但普军不足以进行计划的围堵。冯·巴内科将军随后右转前往圣格拉蒂安，并袭击了法军驻扎的村庄。费代尔布之后派遣一支新的部队支援，使法军战线延长，阻止了普军计划中的包围圈。到了夜晚，法军在黑夜中发起反攻，但被普军击退。
12月24日上午，普军部署在前一天战斗时占领的防御线上，等待法军的攻击。随后法军展开进攻，试图包围普军的战斗失败之后，退回到进攻时的位置，到了下午一整天，双方都没有展开新的战斗。

## 结果
12月25日圣诞节早上，法军自愿离开了阵地，回到位于阿拉斯和杜埃之间的斯卡普休整。普军对此推进到巴波姆地区，于1月3日发生了巴波姆战役。第16师作为攻城部队，仍留守在佩罗讷。 法军在阿吕河的人员伤亡超过1,000人，约有1,100名士兵被俘。普鲁士军队的伤亡和失踪人数约950人。